# 草津南站
草津南站（日语：／ Kusatsu-minami eki */?）是位於廣島縣廣島市西區草津南，屬於廣島電鐵的宮島線車站。車站編號為M24。

## 歷史

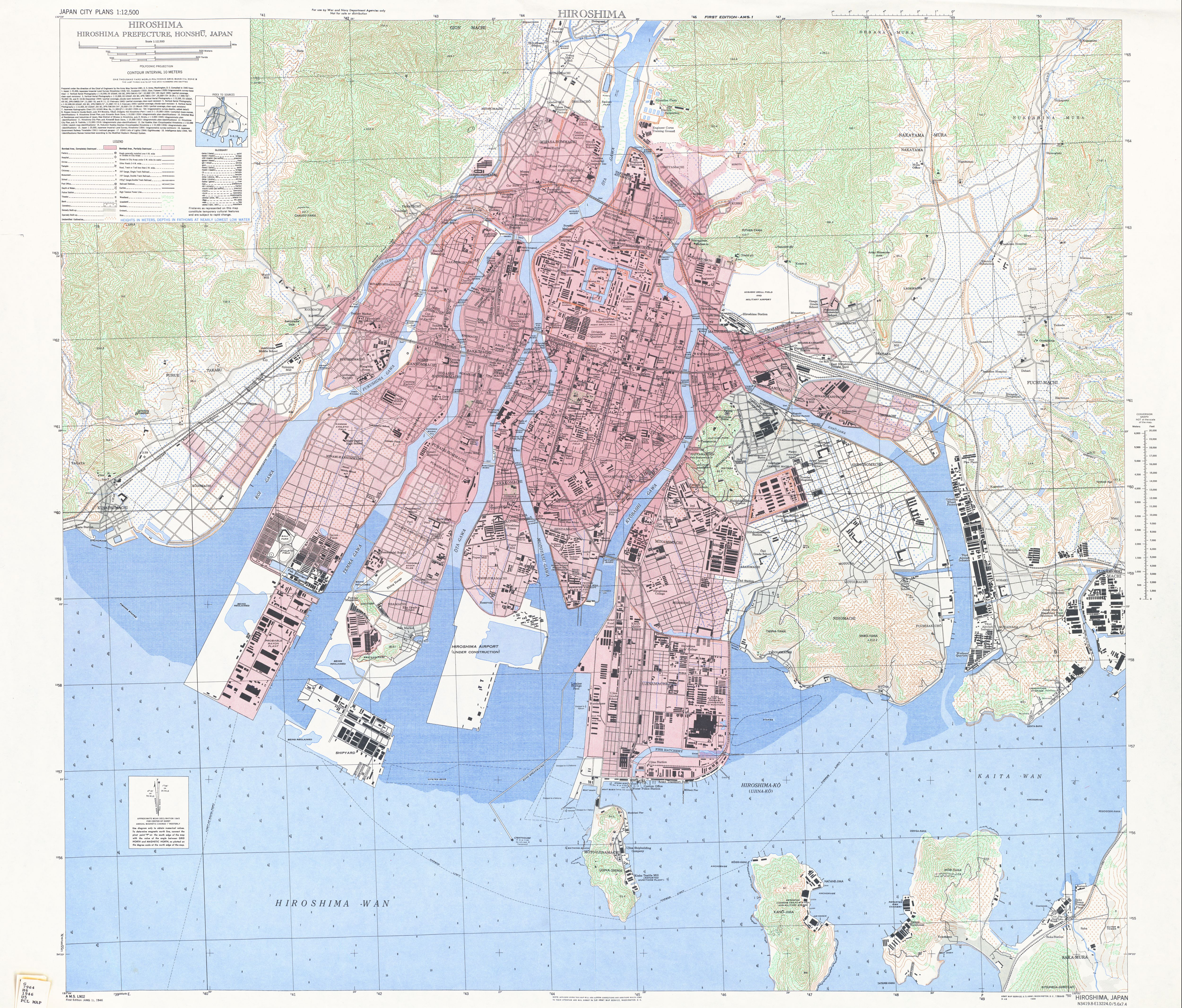
在1945年美軍製作的廣島市地圖。左邊標記了"Arate Station"。

此站1924年（大正13年）4月啟用。當時車站名為荒手站（日语：／）。為宮島線在草津町站至廿日市町站之間開通時開設的4個中間車站之一。車站名稱後來在1951年（昭和26年）改名為中央魚市場前站（日语：／）和中央市場前站（日语：／）。最後在1979年（昭和54年）改名為草津南站。
- 1924年（大正13年）4月6日 - 宮島線草津町至廿日市町之間開通，此站啟用。當時車站名稱為荒手站[2][5]。
- 1951年（昭和26年）9月1日 - 車站改名為中央魚市場前站[2][6]。
- 日期不詳（1965年以後） - 車站改名為中央市場前站[3]。
- 1979年（昭和54年）11月1日 - 車站改名為草津南站[2]。

## 車站構造
本站是地面車站，設有2面2線的相對式月台。路線南邊為廣電宮島口站方向的下行月台，北邊為廣電西廣島站方向的上行月台。兩月台上方設有草津沼田道路。此站靠近廣電西廣島一方設有平交道。

## 使用狀況
以下數據取自《廣島市統計書》資料。1日平均乘車人次數據是來自該年度的總乘車人次除以當年的日數，再取至小數點後1位。當話廣島電鐵的數據中是以每1,000人為單位，因此每年都會有500人的誤差。即1日平起有1.4人次的誤差。
| 年度               | 1日平均 乘車人次 | 1年總 乘車人次 | 1年總使用 定期票人次 | 1年總使用 非定期票人次 | 參考資料        |
| ------------------ | ---------------- | -------------- | -------------------- | ---------------------- | --------------- |
| 1998年（平成10年） | 1,211.0          | 442,000        | 94,000               | 348,000                | [ 使用狀況 1 ]  |
| 1999年（平成11年） | 1,183.1          | 433,000        | 98,000               | 335,000                | [ 使用狀況 1 ]  |
| 2000年（平成12年） | 1,150.7          | 420,000        | 93,000               | 327,000                | [ 使用狀況 1 ]  |
| 2001年（平成13年） | 1,112.3          | 406,000        | 82,000               | 324,000                | [ 使用狀況 2 ]  |
| 2002年（平成14年） | 1,068.5          | 390,000        | 72,000               | 318,000                | [ 使用狀況 3 ]  |
| 2003年（平成15年） | 1,084.7          | 397,000        | 68,000               | 329,000                | [ 使用狀況 4 ]  |
| 2004年（平成16年） | 1,024.7          | 374,000        | 74,000               | 300,000                | [ 使用狀況 5 ]  |
| 2005年（平成17年） | 1,079.5          | 394,000        | 80,000               | 314,000                | [ 使用狀況 6 ]  |
| 2006年（平成18年） | 1,090.4          | 398,000        | 78,000               | 320,000                | [ 使用狀況 7 ]  |
| 2007年（平成19年） | 1,084.0          | 397,000        | 77,000               | 319,000                | [ 使用狀況 8 ]  |
| 2008年（平成20年） | 1,075.0          | 392,000        | 80,000               | 312,000                | [ 使用狀況 9 ]  |
| 2009年（平成21年） | 997.3            | 364,000        | 88,000               | 276,000                | [ 使用狀況 10 ] |
| 2010年（平成22年） | 1,027.4          | 375,000        | 84,000               | 291,000                | [ 使用狀況 11 ] |
| 2011年（平成23年） | 1,051.9          | 385,000        | 85,000               | 300,000                | [ 使用狀況 12 ] |
| 2012年（平成24年） | 1,030.1          | 376,000        | 86,000               | 290,000                | [ 使用狀況 13 ] |
| 2013年（平成25年） | 1,068.5          | 390,000        | 91,000               | 299,000                | [ 使用狀況 14 ] |
| 2014年（平成26年） | 1,082.2          | 395,000        | 100,000              | 295,000                | [ 使用狀況 15 ] |
| 2015年（平成27年） | 1,044.1          | 382,000        | 91,000               | 291,000                | [ 使用狀況 16 ] |
| 2016年（平成28年） | 1,052.1          | 384,000        | 90,000               | 294,000                | [ 使用狀況 17 ] |
| 2017年（平成29年） | 1,084.9          | 396,000        | 99,000               | 297,000                | [ 使用狀況 18 ] |

## 車站周邊
車站北邊於鈴峰的山腳處設有鈴峰住宅等大型住宅區。車站南邊原本為海邊，當時該處設有草津漁港。自1970年代以後，廣島市開始開發西部地區，當中於該處進行填海。在鄰近此站的商工中心中設有許多企業與住宅區。
- 廣島中央批發市場（日语：広島中央卸売市場）
- 西部埋立第八公園
- 泉美術館
- 廣島市西部水資源再生中心
- 西部開發多用途廣場

## 相鄰車站
廣島電鐵
■宮島線
草津（M23）－草津南（M24）－商工中心入口（M25）

## 注腳

### 使用狀況
1. 1 2 3  《廣島市統計書》平成13年版
2. ↑  《廣島市統計書》平成14年版
3. ↑  《廣島市統計書》平成15年版
4. ↑  《廣島市統計書》平成16年版
5. ↑  《廣島市統計書》平成17年版
6. ↑  《廣島市統計書》平成18年版
7. ↑  《廣島市統計書》平成19年版
8. ↑  《廣島市統計書》平成20年版
9. ↑  《廣島市統計書》平成21年版
10. ↑  《廣島市統計書》平成22年版
11. ↑  《廣島市統計書》平成23年版
12. ↑  《廣島市統計書》平成24年版
13. ↑  《廣島市統計書》平成25年版
14. ↑  《廣島市統計書》平成26年版
15. ↑  《廣島市統計書》平成27年版
16. ↑  《廣島市統計書》平成28年版
17. ↑  《廣島市統計書》平成29年版
18. ↑  《廣島市統計書》平成30年版

## 外部連結
- 草津南 | 電車情報：電停指南 （页面存档备份，存于）（日語） - 廣島電鐵